# ザ・スコッツマン
ザ・スコッツマン（The Scotsman）は、1817年からエディンバラで発行されている新聞である。The Scotsman Publications Ltdが発行している。

## 歴史
1817年に弁護士、ウィリアム・リッチーと役人のチャールズ・マクラーレンによって週間新聞として創刊された。当時の競合紙がエディンバラの上流階級に対しての従属的であったのを批判してリベラルな新聞として出発した。「不偏・信念・独立」（impartiality, firmness and independence）を掲げた。1850年にスコットランドで新聞にかけられていた印紙税が廃止されると日刊紙となった。1855年から1860年の間は、"The Daily Scotsman"の名前で発行された。スコットランド最初の宅配紙であり、19世紀後半にはスコットランドの全国紙の地位をしめた。
1953年にメディア・グループを率いたカナダ人のロイ・トンプソンに買収されたが、2005年にスコットランドに設立された地方紙経営会社、Johnston Pressの所有となった。